# 宇川温泉 よし野の里
宇川温泉 よし野の里（うかわおんせん よしののさと）は、京都府京丹後市丹後町久僧にある日帰り入浴施設兼宿泊施設。丹後半島の先端近くの日本海を望む高台に位置する。

## 立地

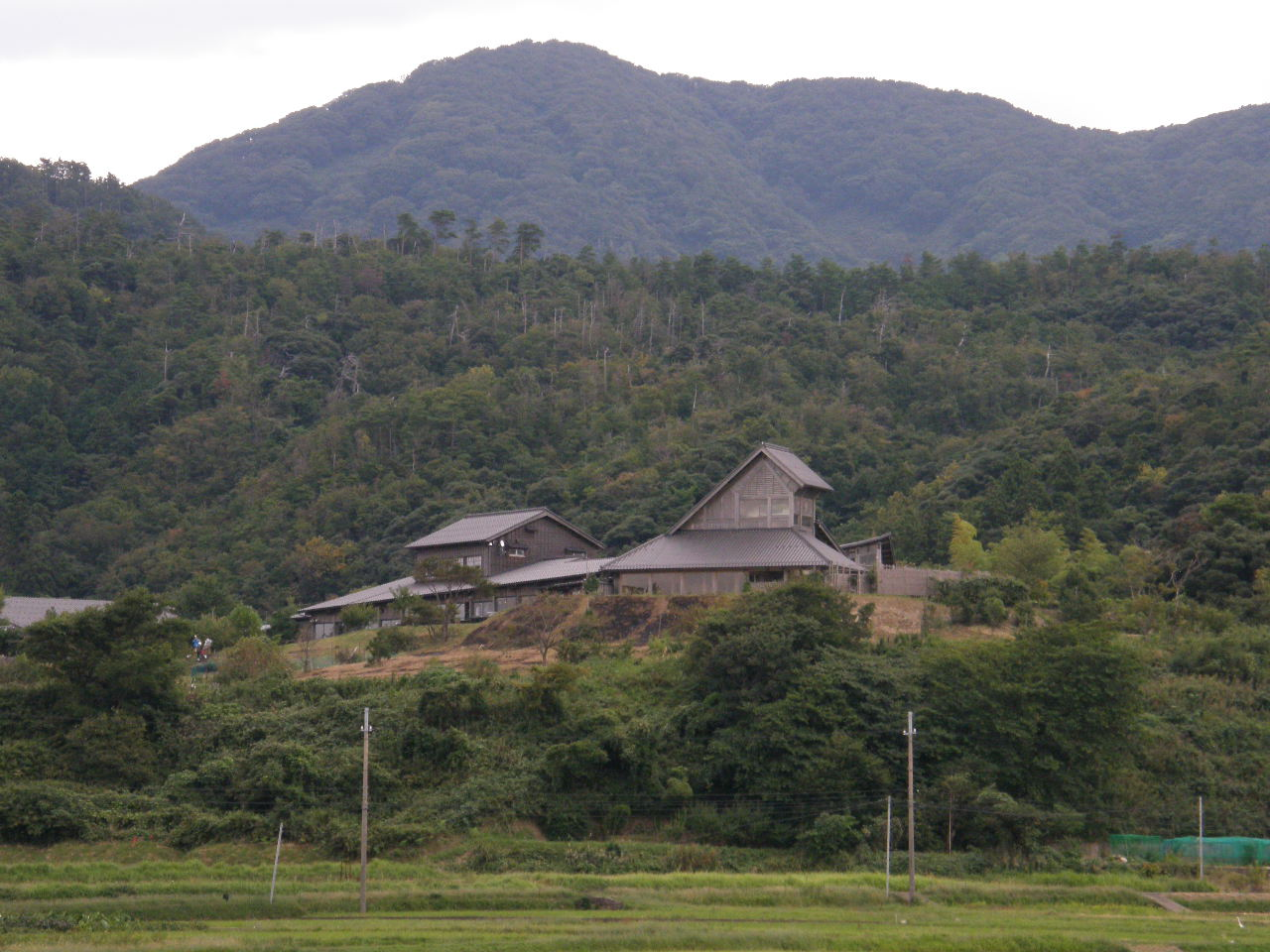
宇川温泉全景

丹後町では初めての温泉施設であり、コテージ風宿泊施設が併設されている。館内滞在中であれば入浴レシートの提示で、何度でも温泉に入ることが可能。敷地内のパン工房で焼いたパンの販売も行われる。
経ヶ岬にほど近く、日本海を望む高台に位置する。露天風呂から日本海に沈む夕日が一望できる。

## 特色
建物の設計は象設計集団。
温泉は、地下1,200mから湧出するPh8.69のアルカリ性の泉質の弱アルカリ単純泉。日帰り入浴施設の浴場は天然木をふんだんに使った内湯や日本海や竹林を望む露天風呂などからなる。浴場は海の温泉「竜宮」ならびに山の温泉「香具夜」があり、日替わりで男湯と女湯が入れかわるが、"海の温泉「竜宮」"からは夕日が望める。

### 泉質
- アルカリ性単純温泉（低張性アルカリ性高温泉 ph8.69）。地下1200mから湧出する[1][2]。

### 効能
- 神経痛、筋肉痛、関節痛、疲労回復、慢性消化器病、五十肩など[2]。

## 施設

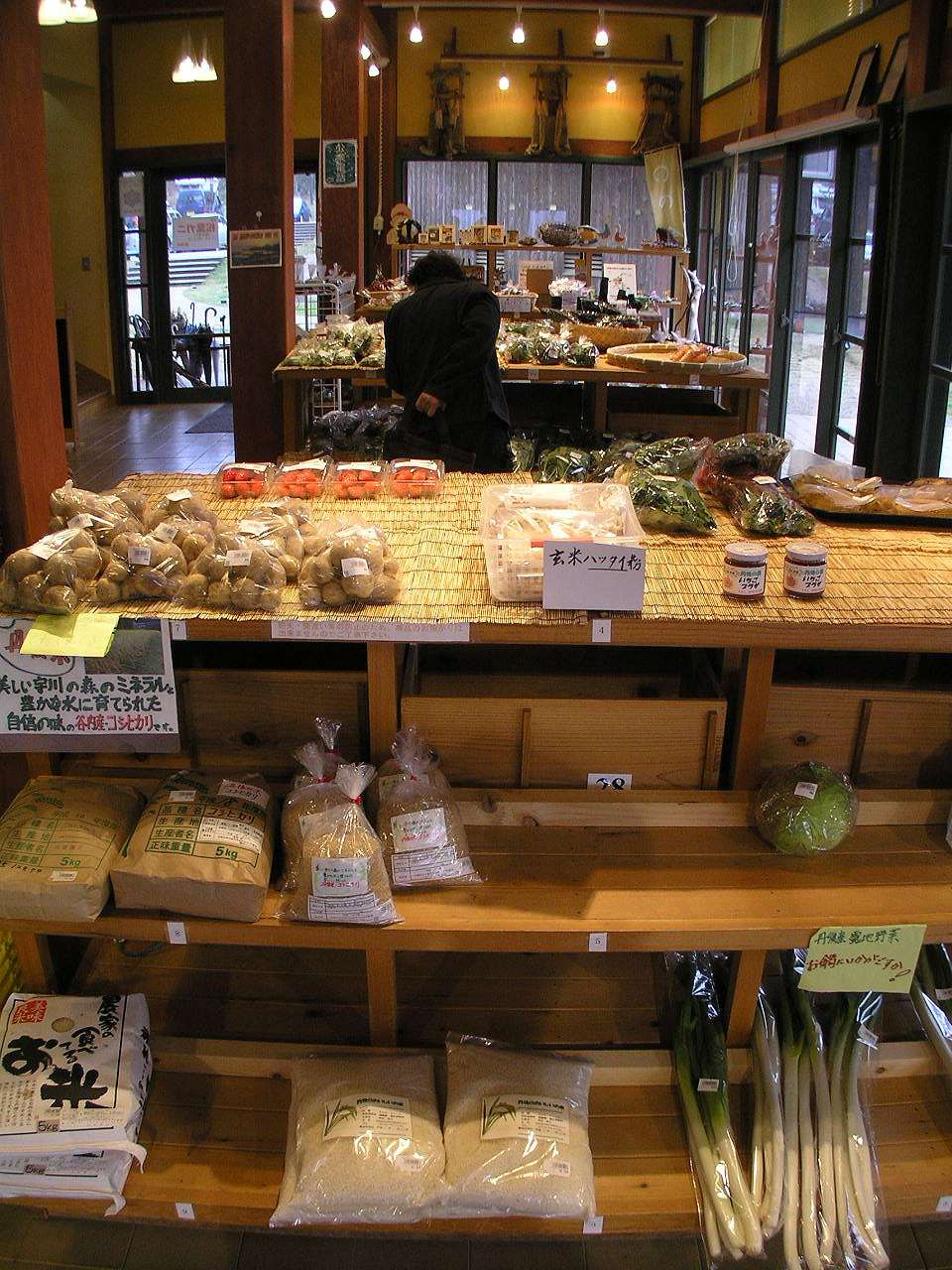
農産物直売所

### 浴場
- 海の温泉「竜宮」

露天風呂からは日本海が望め、高台にあるため開放的な雰囲気。露天のみならず内湯やサウナからも海が見え、夕方の落日時は、海に向かって左側から夕日が射す。
- 山の温泉「香具夜」

目の前いっぱいに竹林が広がり、山の雰囲気が味わえ、海の温泉「竜宮」とは異なったコンセプトによる演出が施されている。
- - ぬる湯
  - あつ湯
  - サウナ
  - 露天風呂
  - 水風呂

### 宿泊施設

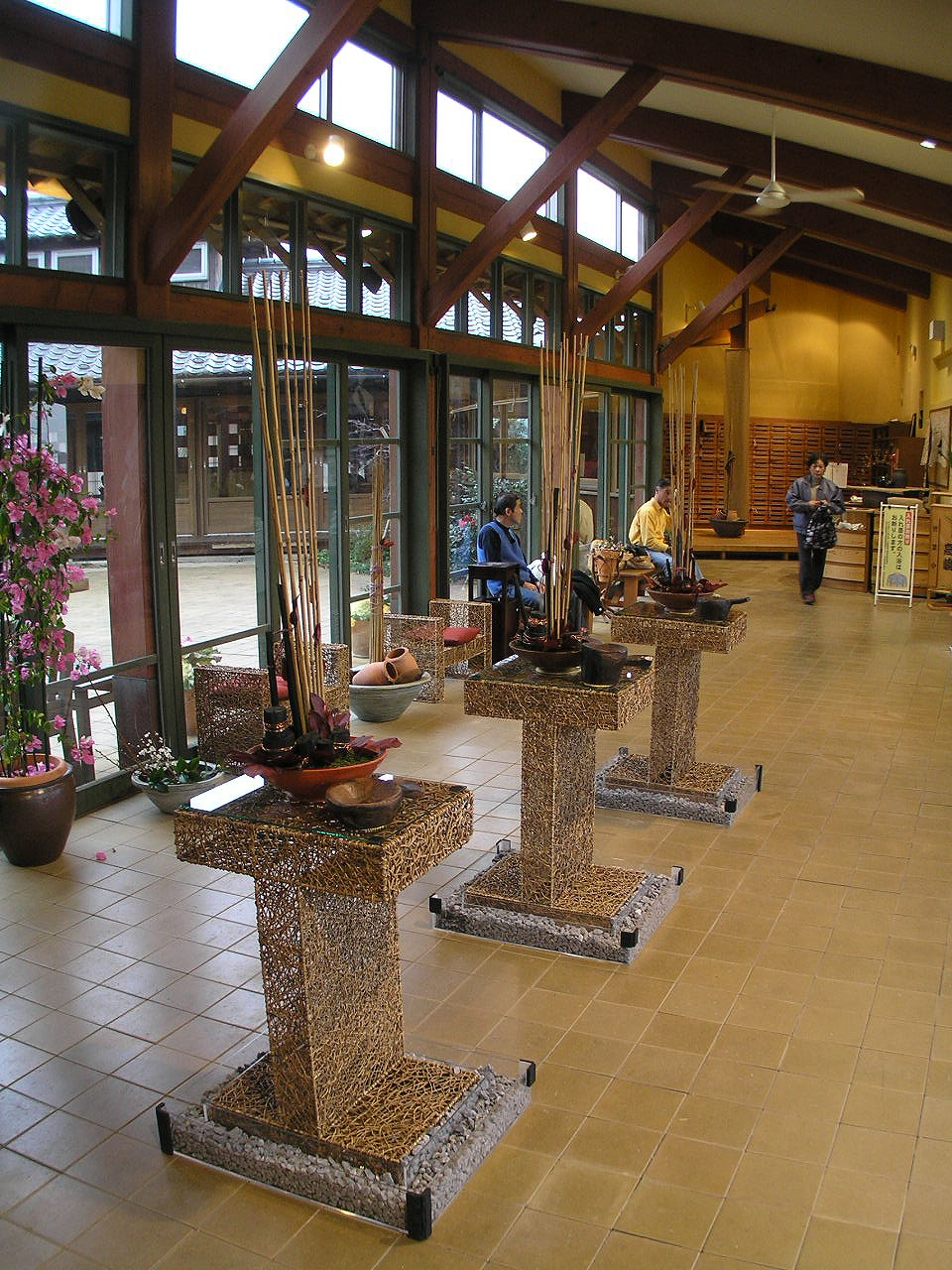
木をふんだんに使った館内

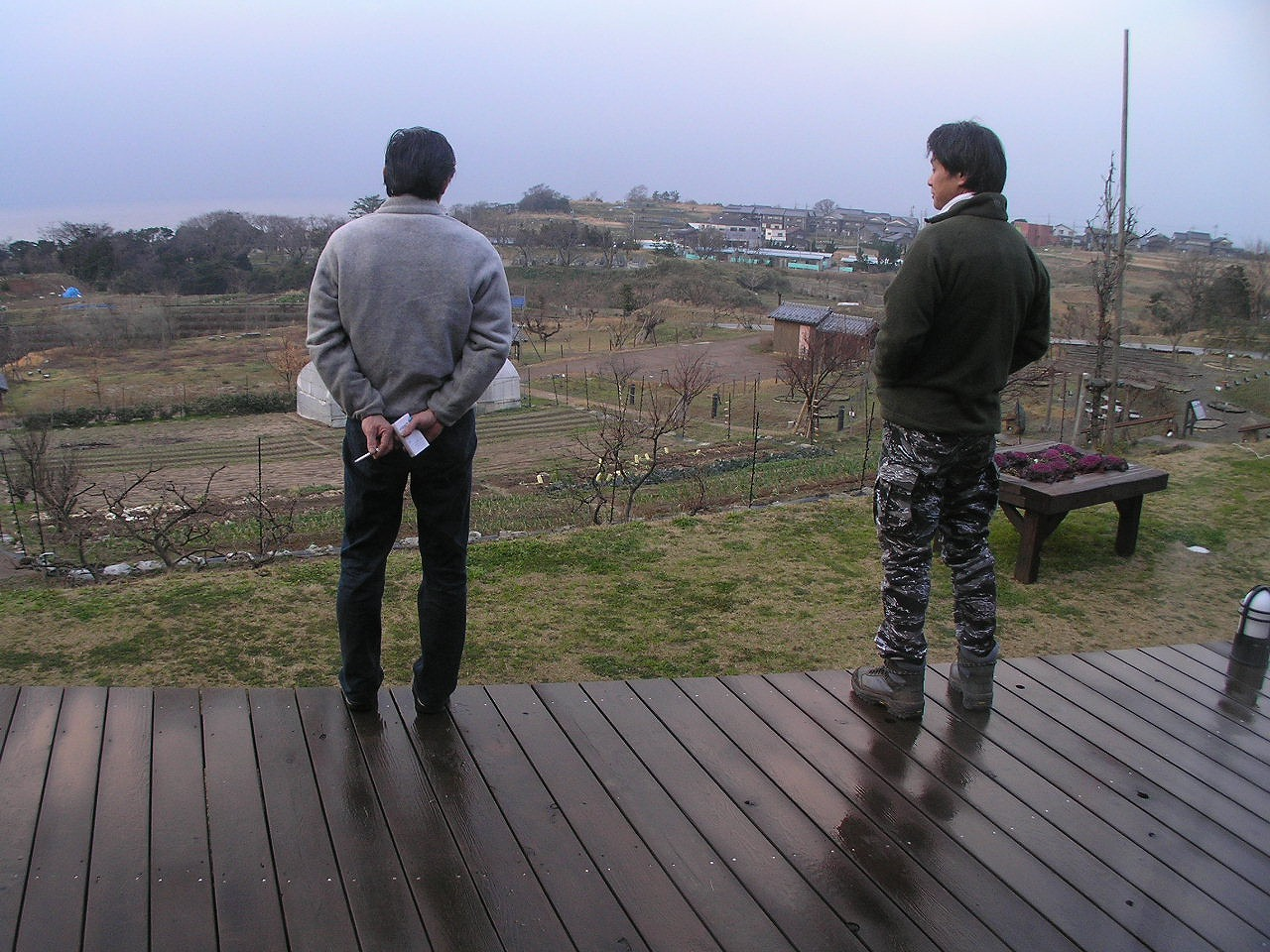
日本海が一望できるデッキ

天然木をふんだんに使用したデザイン性豊かなアジア的雰囲気のコテージタイプの宿泊棟に7部屋（海側3室、山側4室）の客室があり、海側の部屋には海の見えるテラスや海にせり出したデッキが造営され、遠くに潮騒が聞こえる。山側の部屋からは緑陰が望め、のどかな田園風景や山並みなどが望める趣向となっている。
2019年4月からは、宿泊客が管理栄養士のサポートの元、ファスティングができる1泊2日プランを開始。

### その他施設
- レストラン - 会席、カニ、鮮魚料理のほか寿司、創作和洋朝食などが提供される。
- マルシェ - 野菜直売場が併設され、地元農家生産の野菜や加工品、地元特産品、土産物などが販売される。
- 芝生広場
- 海が見えるラベンダー畑 - 2019年6月22日、地元の女性たちでつくる「海の見えるラベンダー畑の会」によるが「海が見えるラベンダー畑」開園。摘み取り体験やスティック作り、ラベンダー教室、花の配送サービスなどが始まる[6]。

## アクティビティ
- KIMONO（着物）体験 - 近年増加傾向の外国人観光客向けに、着物着用体験サービスが提供される。着物一式、及び着付け、簡単な髪結いがセットになっている[7]。
- 「京丹後ジオパーク GUIDE WALK 自然観察トレッキング」(経ヶ岬と丹後松島)[7]
- 「自然観察ガイドウォーク」[7]
- 「船釣り体験」[7]
- 「アゴスキ（トビウオ漁）体験」[7]
- 「ナチュラルフードとピラティスヨガ＆Spaを楽しむ会」[7]
- 「日本和紙と宇川葛で作るオリジナル灯籠体験」[7]

## 周辺

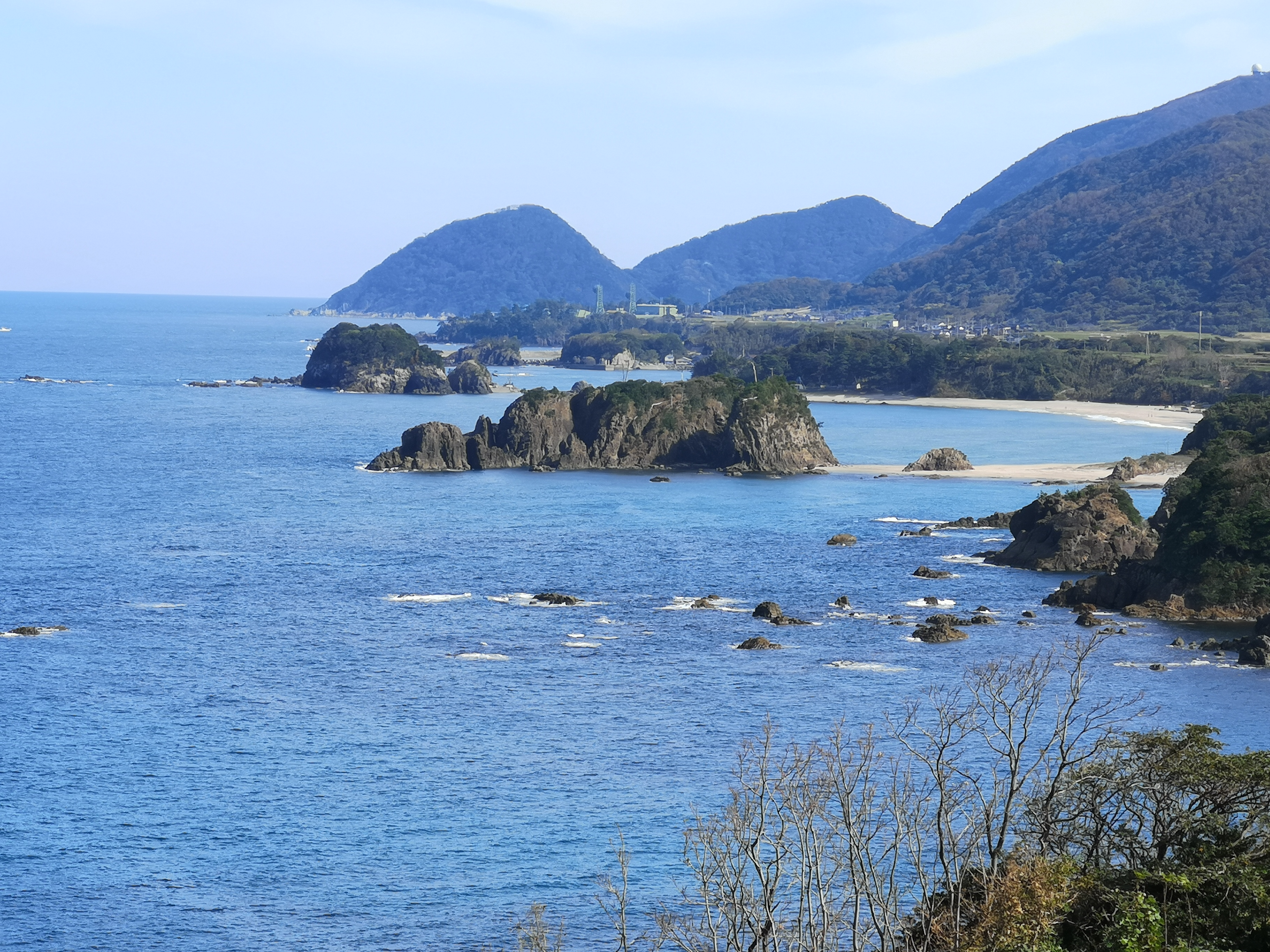
丹後松島

- 京丹後市立宇川小学校
- 京丹後市立丹後中学校
- 丹後松島
- 中浜海水浴場
- 中浜郵便局 - 近畿地方最北端の郵便局
- 航空自衛隊経ヶ岬分屯基地
- 経ヶ岬
- 高島海岸 - オーロラ岩
  - 経ヶ岬灯台

## アクセス
- 公共交通：京都丹後鉄道宮豊線峰山駅下車、丹後海陸交通バスに乗り換え、宇川温泉よし野の里下車。
- 自動車：京都縦貫自動車道宮津天橋立ICから府道9号線を北に2kmを左折、国道176号を4.5km西進し岩滝口駅前を右折、さらに国道178号を北へ35km走り、久僧交差点を左折。駐車場あり。